# Aonghas
Cette page présente le prénom Aonghas ainsi que ses variantes.
Aonghas est un prénom masculin gaélique écossais et dérivé d'Oíngus en vieil irlandais et composé des éléments celtiques un et chois. Aonghus est un variant irlandais et Aengus un variant en gaélique écossais. La forme réduite Angaidh se traduit Angie en anglais.

## Personnalités portant ce prénom

### Aonghas
- Aonghas MacNeacail (en) (né en 1942), écrivain écossais
- Aonghas Mór MacDonald (mort en 1296), seigneur écossais d'Islay et seigneur des Îles
- Aonghas Og MacDonald (mort en 1318), seigneur de Kintyre, Islay et des îles
- Aonghas Og (mort en 1490), seigneur des îles

### Aonghus
- Aonghus Fionn Ó Dálaigh (en) (c. 1520-c. 1570), poète irlandais
- Aonghus mac Somhairle (mort en 1210), chef du Clann Somhairle
- Aonghus McAnally (en) (né en 1955), présentateu de télévision et radio irlandais
- Aonghus Ruadh Ó Dálaigh (en) (c. 1280-1350), poète irlandais